# Shamai Haber

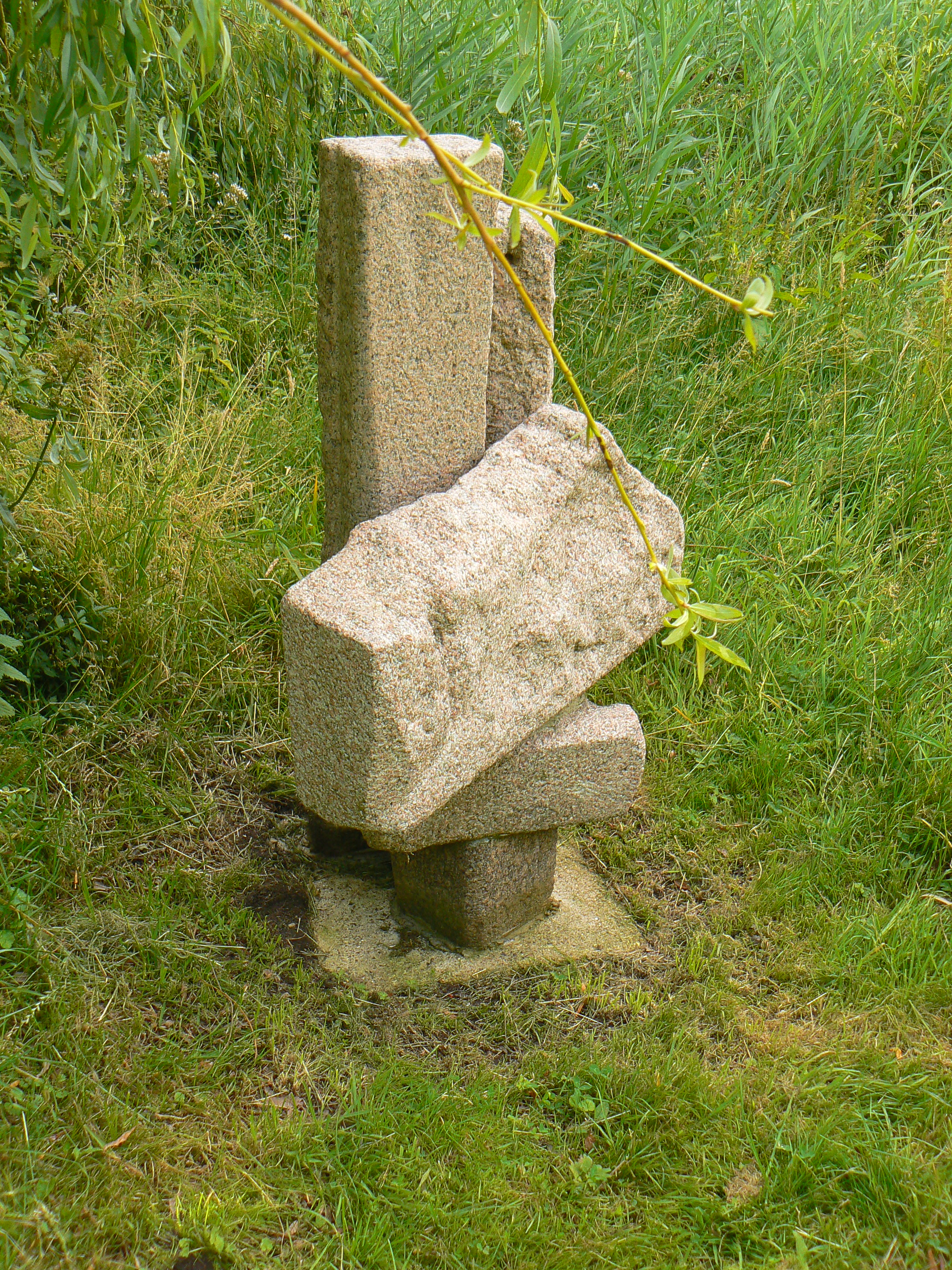
Compozycja Shamaia Habera w Amsterdam Siegerpark

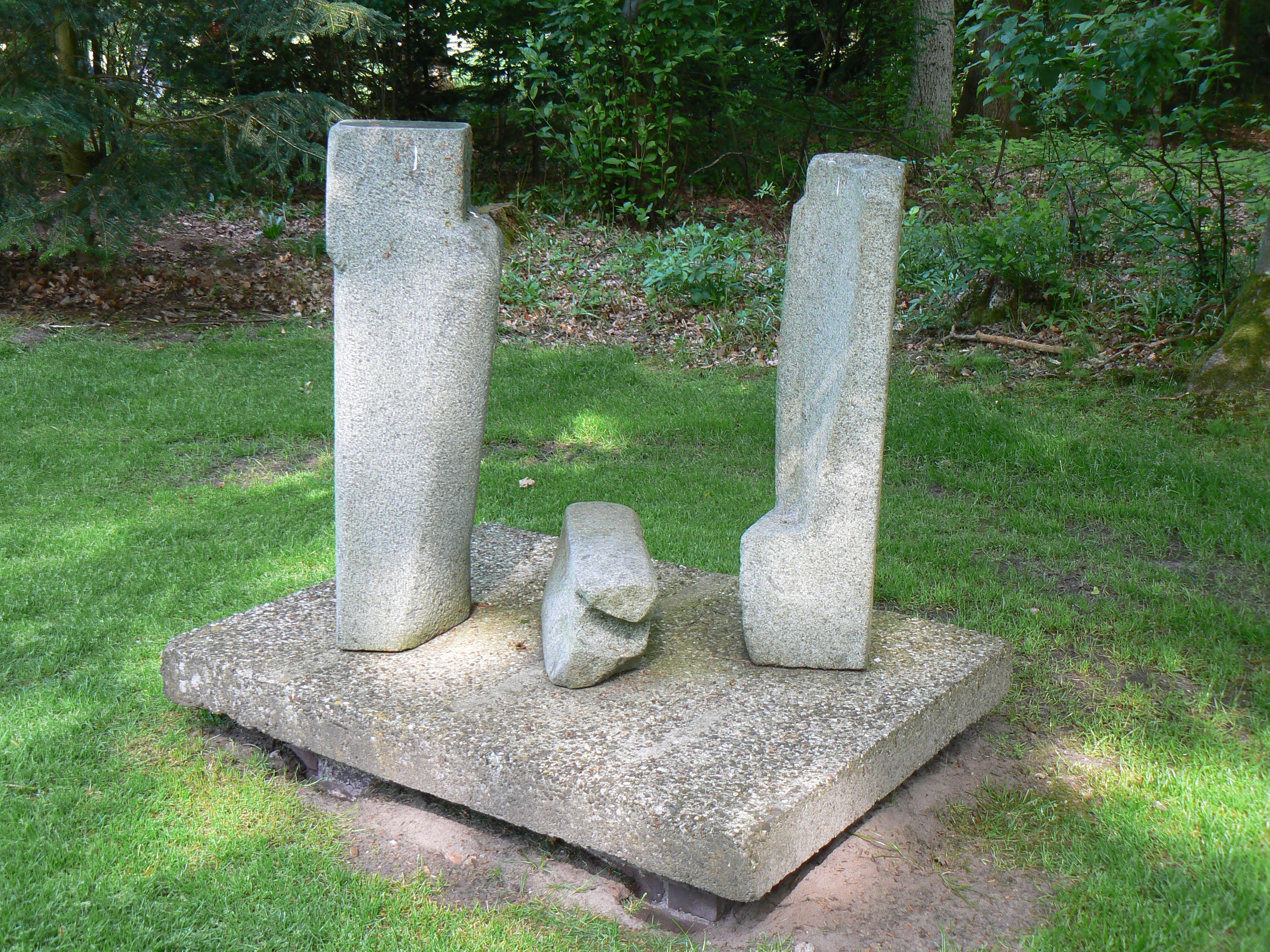
Composition sur un plateau (1956) w Amsterdamie

Shamai Haber (hebr. ‏שמאי הבר‎) (ur. 15 lutego 1922 w Polsce, zm. 24 sierpnia 1995 w Paryżu) – izraelsko-francuski rzeźbiarz pochodzący z Polski.

## Życiorys
Urodził się w Polsce jako Szamaj Haber w rodzinie o artystycznych tradycjach, jego kuzyni byli artystami i mieszkali w Paryżu. W 1935 wyjechał z rodziną do Luksemburga, a następnie do Mandatu Palestyny. W latach 1939–1941 w ramach służby w „Policji Osiedli Hebrajskich” mieszkał w Ajjelet ha-Szachar i był członkiem Gwardii Jordana. Około 1944 dołączył do pracowni Avni, gdzie zaczął rzeźbić pod kierunkiem Moshe Sternshusa. W drugiej połowie lat 40. XX wieku zbliżył się do Icchaka Danzigera. Jego pierwsze prace miały charakter figuratywny, później zaczął eksperymentować z abstrakcją i rzeźbą środowiskową. Studiował w Akademii Sztuk Pięknych w Tel Awiwie, w 1949 wyjechał do Francji, gdzie zamieszkał w paryskiej dzielnicy Montparnasse. Od 1954 tworzył rzeźby z dużych bloków kamienia, które łączył ze sobą, wiele z nich zostało umieszczonych w parkach oraz stało się elementami fontann. Powierzchnie kamienne, granitowe czy marmurowe pozostawiał w dużej mierze w stanie surowym i tylko częściowo polerował. Shamai Haber zdobył w 1959 nagrodę Antoine Bourdelle'a, w tym samym roku Bram Hammacher dokonał wyboru dwóch rzeźb Shamaia Habera, które zakupiło Muzeum Kröller-Müller z okazji otwarcia tamtejszego parku rzeźb. W 1960 Haber został zaproszony przez Willema Sandberga z Stedelijk Museum do Amsterdamu i zgodnie z ustaleniami wystawił obie prace w parku w Otterlo. Od 1960 pracował głównie we Francji i nigdy nie powrócił do Izraela. W 1961 Haber wraz z Icchakiem Danzigerem reprezentował Izrael na wystawie rzeźby Jeune w Musée Rodin w Paryżu. W 1965 współpracował z nim przy tworzeniu rzeźby przy wejściu do Muzeum Izraela w Jerozolimie, która była największą rzeźbą, jaką kiedykolwiek wzniesiono w Izraelu. W 1988 stworzył swoje najbardziej znane dzieło, fontannę „Le Creuset du temps” na Place de Catalogne w Paryżu, niedaleko jego pracowni.
Zmarł na atak serca w swoim paryskim studiu, został pochowany na Cmentarzu Montparnasse.